# 鞍信一
鞍 信一（くら しんいち、1910年3月17日 - 1991年2月1日）は、石川県金沢市木ノ新保生まれ。戦前は五反田 信一と名乗っていた。
1910年（明治43年）石川県金沢市木ノ新保にて生まれる。五反田家に生まれたが、鞍家に養子に出される。米穀卸、新聞配達、化粧品販売など様々な職を遍歴する。少ない給料ながら映画館や劇場へ頻繁に足を運び、新聞社などへ短歌や詩を投稿し、文芸活動を行なっていた。
1929年（昭和4年）12月、19歳の時に映画の宣伝物制作の手腕を買われて「第二菊水倶楽部」の企画宣伝部長となる。かたわら、鞍自身の編集・発行で金沢市内の喫茶店や映画館、風俗流行、粟ヶ崎遊園の話題を掲載した「モダン金沢」を発刊する。
1930年（昭和6年）友人の村井武生の童話劇用人形製作の手伝いで大阪に赴く。
1932年（昭和7年）11月、「バット劇場」「ボヘミアン小劇場」「オアシス児童劇場」「世紀座」「グリム小劇場」の5劇団の合同公演を鞍が企画、粟崎遊園にて公演が行われる。鞍は他にも積極的に金沢の新劇運動に関わり「風船玉座」「グリム小劇場」「劇団ドウゲキ」など多くの劇団を組織した。
1933年（昭和8年）8月8日、金沢市役所の側に喫茶店「モナミ」を開業し、四高生や文学青年が集う。夏の一時期には粟ヶ崎遊園にも出店していた。
戦時中の1943年 - 1944年（昭和18年 - 19年）には鞍らは自身のレコードを持って軍需工場へ「名曲慰問レコード・コンサート」出張を行なった。
「モナミ」はのちに「金沢喫茶村」という名称となり、店内は1階が喫茶店、2階はレコードなどの資料館、3階は「モザール（モーツアルトのフランス語読み）」というミニホール、屋上には煙突に絵を描いたトーテムポールが立っていた。また、北陸喫茶珈琲学院を主催し多くの後進を育てた。
1991年（平成3年）11月、死去。80歳没。死後、鞍が所有していたレコード・蓄音機のコレクションは石川県立歴史博物館に寄贈された。

## 著作
- 鞍信一『大作曲家と珈琲』いなほ書房、1988年10月。